# Isabela Portugalská
Isabela Portugalská (portugalsky: Isabel de Portugal; 24. října 1503 Lisabon – 1. května 1539 Toledo) byla manželka svého bratrance Karla V., císaře Svaté říše římské, krále španělského, arcivévody rakouského a vévody burgundského, který vládl Španělskému impériu. Byla španělskou a německou královnou, od 10. března 1526 až do její smrti v roce 1539 paní z Nizozemska a v únoru 1530 se stala císařovnou Svaté říše římské a italskou královnou. Byla také španělskou regentkou.

## Biografie

### Původ a mládí
Isabela se narodila 24. října 1503 v Lisabonu a byla pojmenovaná po své babičce z matčiny strany, Isabele I. Kastilské. Byla druhým dítětem a první dcerou z krále Manuela I. Portugalského a jeho druhé manželky Marie Aragonské (1482–1517), dcery Katolických Veličenstev Isabely Kastilské a Ferdinanda II. Aragonského. Isabela byla druhá v linii následnictví trůnu až do narození jejího bratra Ludvíka v roce 1506. 
Isabela byla vzdělávána pod dohledem své vychovatelky Elviry de Mendoza. Její studia zahrnovala matematiku, renesanční literaturu, etiketu, křesťanskou doktrínu a kromě rodné portugalštiny také latinu, španělštinu a francouzštinu. Dostalo se jí vynikající výchovy a vzdělání, byla však považována i za jednu z nejkrásnějších žen své doby; portrétovali ji takoví umělci jako byl Tizian nebo Leone Leoni. Jako taková byla velmi žádoucí nevěstou.

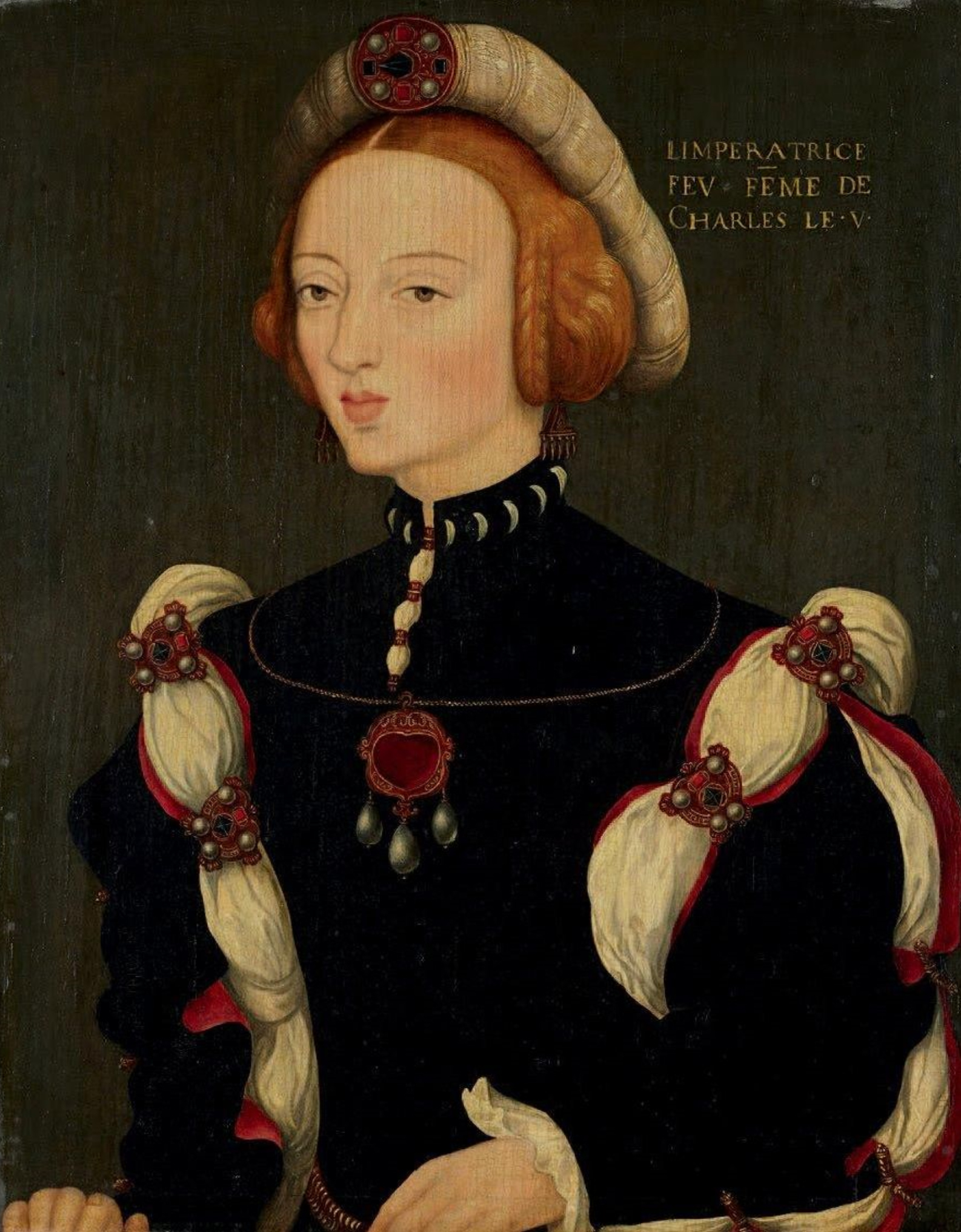
portrét Isabely Portugalské

### Manželství
Po smrti Manuela I. a nástupu jejího bratra Jana III. na portugalský trůn téměř hned začalo vyjednávání o manželství mezi rody vládnoucími ve Španělsku a v Portugalsku. Po sňatkovém dispenzu uděleném papežem Klementem VII. si Jan III. v roce 1525 vzal za manželku sestru Karla V. a svou sestřenici Kateřinu Habsburskou, pro Isabelu pak byl dohodnut sňatek s jejím bratrancem Karlem I.; tento dvojitý sňatek mezi příslušníky dynastií vládnoucích na Pyreneském poloostrově, byl především pro Španělsko a jeho ekonomiku velmi důležitý. Jednání se protáhla kvůli sporným nárokům na kolonii Moluky; nakonec bylo Isabele vyčleněno štědré státní věno 900 000 doblas (zlatých). Za pomoci těchto prostředků mohl posléze Karel realizovat řadu svých politických záměrů (jako např. své italské tažení. Jak bylo v té době zvykem, byl nejprve roku 1525 uzavřen sňatek per procurationem (v zastoupení), vlastní svatba se pak konala 11. března 1526 v Alcázaru v Seville. Svému manželovi, jednomu z nejmocnějších lidí tehdejšího světa, porodila šest dětí; narození posledního zaplatila životem.

### Královna
Jelikož král pobýval často na cestách, stala se Isabela třikrát španělskou regentkou (v letech 1528, 1535 a 1538). Toto odloučení od svého manžela nesla velmi těžce stejně jako úmrtí syna Ferdinanda. Cítila se osamocená, i když kolem sebe měla portugalské poddané.
Zemřela po předčasném porodu posledního dítěte zřejmě na chřipku nebo na zápal plic. Pohřbena byla v El Escorialu. Ačkoliv se jednalo o politicky motivovaný dynastický svazek, Isabela a Karel měli šťastné a spokojené manželství a Karel se po její smrti, jež ho hluboce zasáhla, už neoženil.

### Smrt

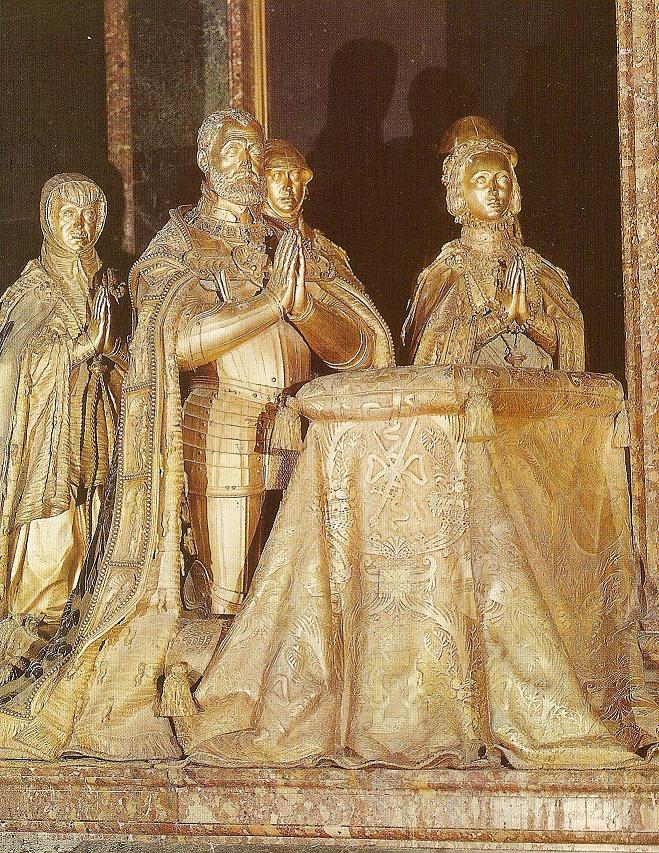
Bronzové podobizny Karla a Isabely v bazilice v El Escorialu

Během několika let cestovala Isabela a dvůr z města do města, částečně aby se vyhnuli nákaze epidemiemi. Existují spekulace, že trpěla tuberkulózou, přičemž současník ji popsal slovy: „Císařovna je největší lítostí na světě, je tak hubená, že nepřipomíná člověka.“ V roce 1539 otěhotněla posedmé, ale ve třetím měsíci dostala další horečku, která způsobila těhotenské komplikace, a porodila mrtvého syna. Zemřela o dva týdny později, 1. května 1539, ve věku 35 let, v nepřítomnosti svého manžela.
Karel byl natolik zdrcený, že se nemohl přimět doprovodit tělo své ženy do Královské kaple v Granadě, kde jsou pohřbeny Katolická Veličesntva. Místo toho pověřil jejich syna Filipa, aby doprovodil tělo své matky spolu s Františkem Borgiou, 4. vévodou z Gandíe. Rozklad však Isabelino tělo natolik znetvořil, že ji Gandía nepoznal a byl prý natolik zděšen tím, co smrt provedla s její krásou, že se později stal jezuitou a proslavil se jako svatý František Borgiáš. Karel byl smrtí své ženy tak zdrcený, že se na dva měsíce uzavřel do kláštera, kde se v samotě modlil a truchlil. Nikdy se ze ztráty nevzpamatoval a po zbytek života nosil černou barvu na znamení smutku. Nikdy se znovu neoženil, ačkoli měl dlouho po její smrti poměr, z něhož vzešel nemanželský syn, Jan Rakouský. Karel zemřel jako vdovec v roce 1558, zatímco v ruce držel stejný kříž, který Isabela držela v ruce, když zemřela.

### Potomci
Z manželství Isabely a Karla vzešlo sedm potomků, jen tři z nich se však dožili dospělosti.
- Filip II. Španělský (21. květen 1527 – 13. září 1598), král španělský, neapolský a sicilský, portugalský, chilský, vévoda burgundský a milánský,
⚭ 1543 Marie Portugalská (15. říjen 1527 – 12. červenec 1545)
⚭ 1554 Marie I. Tudorovna (18. únor 1516 – 17. listopad 1558), královna Anglie a Irska od roku 1553 až do své smrti
⚭ 1559 Alžběta z Valois (2. duben 1545 – 3. říjen 1568)
⚭ 1570 Anna Habsburská (2. listopad 1549 – 26. říjen 1580)
- Marie Španělská (21. květen 1528 – 26. únor 1603), ⚭ 1548 Maxmilián II. (31. červenec 1527 – 12. říjen 1576), rakouský arcivévoda, císař Svaté říše římské, český a uherský král v letech 1564–1576
- Ferdinand (22. listopad 1529 – 31. červenec 1530)
- Jana Španělská (24. červen 1535 – 7. září 1573), ⚭ 1552 Jan Manuel Portugalský (3. června 1537 – 2. ledna 1554), portugalský princ a brazilský kníže
- Jan (19. říjen 1537 – 29. březen 1538)
- syn (*/† 25. duben 1539)

## Kulturní vyobrazení
Isabelu Portugalskou ztvárnila Blanca Suárez v seriálu TVE Carlos, rey emperador.

## Vývod z předků
|                     |                             |  |                        |                              |  |  |  |  |  |  |  | Jan I. Portugalský |
|                     |                             |  |                        |                              |  |  |  |  |  |  |  |                    |
|                     | Eduard I. Portugalský       |  |                        |                              |  |  |  |  |  |  |  |                    |
|                     |                             |  |                        |                              |  |  |  |  |  |  |  |                    |
|                     |                             |  |                        | Filipa z Lancasteru          |  |  |  |  |  |  |  |                    |
|                     |                             |  |                        |                              |  |  |  |  |  |  |  |                    |
|                     | Ferdinand Portugalský       |  |                        |                              |  |  |  |  |  |  |  |                    |
|                     |                             |  |                        |                              |  |  |  |  |  |  |  |                    |
|                     |                             |  |                        | Ferdinand I. Aragonský       |  |  |  |  |  |  |  |                    |
|                     |                             |  |                        |                              |  |  |  |  |  |  |  |                    |
|                     | Eleonora Aragonská          |  |                        |                              |  |  |  |  |  |  |  |                    |
|                     |                             |  |                        |                              |  |  |  |  |  |  |  |                    |
|                     |                             |  |                        | Eleonora z Alburquerque      |  |  |  |  |  |  |  |                    |
|                     |                             |  |                        |                              |  |  |  |  |  |  |  |                    |
|                     | Manuel I. Portugalský       |  |                        |                              |  |  |  |  |  |  |  |                    |
|                     |                             |  |                        |                              |  |  |  |  |  |  |  |                    |
|                     |                             |  |                        | Jan I. Portugalský           |  |  |  |  |  |  |  |                    |
|                     |                             |  |                        |                              |  |  |  |  |  |  |  |                    |
|                     | Jan Portugalský             |  |                        |                              |  |  |  |  |  |  |  |                    |
|                     |                             |  |                        |                              |  |  |  |  |  |  |  |                    |
|                     |                             |  |                        | Filipa z Lancasteru          |  |  |  |  |  |  |  |                    |
|                     |                             |  |                        |                              |  |  |  |  |  |  |  |                    |
|                     | Beatrice, vévodkyně z Viseu |  |                        |                              |  |  |  |  |  |  |  |                    |
|                     |                             |  |                        |                              |  |  |  |  |  |  |  |                    |
|                     |                             |  |                        | Alfons I.                    |  |  |  |  |  |  |  |                    |
|                     |                             |  |                        |                              |  |  |  |  |  |  |  |                    |
|                     | Isabela z Braganzy          |  |                        |                              |  |  |  |  |  |  |  |                    |
|                     |                             |  |                        |                              |  |  |  |  |  |  |  |                    |
|                     |                             |  |                        | Beatriz Pereira de Alvim     |  |  |  |  |  |  |  |                    |
|                     |                             |  |                        |                              |  |  |  |  |  |  |  |                    |
| Isabela Portugalská |                             |  |                        |                              |  |  |  |  |  |  |  |                    |
|                     |                             |  |                        |                              |  |  |  |  |  |  |  |                    |
|                     |                             |  | Ferdinand I. Aragonský |                              |  |  |  |  |  |  |  |                    |
|                     |                             |  |                        |                              |  |  |  |  |  |  |  |                    |
|                     | Jan II. Aragonský           |  |                        |                              |  |  |  |  |  |  |  |                    |
|                     |                             |  |                        |                              |  |  |  |  |  |  |  |                    |
|                     |                             |  |                        | Eleonora z Alburquerque      |  |  |  |  |  |  |  |                    |
|                     |                             |  |                        |                              |  |  |  |  |  |  |  |                    |
|                     | Ferdinand II. Aragonský     |  |                        |                              |  |  |  |  |  |  |  |                    |
|                     |                             |  |                        |                              |  |  |  |  |  |  |  |                    |
|                     |                             |  |                        | Fadrique Enríquez de Mendoza |  |  |  |  |  |  |  |                    |
|                     |                             |  |                        |                              |  |  |  |  |  |  |  |                    |
|                     | Juana Enríquez              |  |                        |                              |  |  |  |  |  |  |  |                    |
|                     |                             |  |                        |                              |  |  |  |  |  |  |  |                    |
|                     |                             |  |                        | Mariana Fernández z Córdoby  |  |  |  |  |  |  |  |                    |
|                     |                             |  |                        |                              |  |  |  |  |  |  |  |                    |
|                     | Marie Aragonská             |  |                        |                              |  |  |  |  |  |  |  |                    |
|                     |                             |  |                        |                              |  |  |  |  |  |  |  |                    |
|                     |                             |  |                        | Jindřich III. Kastilský      |  |  |  |  |  |  |  |                    |
|                     |                             |  |                        |                              |  |  |  |  |  |  |  |                    |
|                     | Jan II. Kastilský           |  |                        |                              |  |  |  |  |  |  |  |                    |
|                     |                             |  |                        |                              |  |  |  |  |  |  |  |                    |
|                     |                             |  |                        | Kateřina z Lancasteru        |  |  |  |  |  |  |  |                    |
|                     |                             |  |                        |                              |  |  |  |  |  |  |  |                    |
|                     | Isabela I. Kastilská        |  |                        |                              |  |  |  |  |  |  |  |                    |
|                     |                             |  |                        |                              |  |  |  |  |  |  |  |                    |
|                     |                             |  |                        | Jan Portugalský              |  |  |  |  |  |  |  |                    |
|                     |                             |  |                        |                              |  |  |  |  |  |  |  |                    |
|                     | Isabela Portugalská         |  |                        |                              |  |  |  |  |  |  |  |                    |
|                     |                             |  |                        |                              |  |  |  |  |  |  |  |                    |
|                     |                             |  |                        | Isabela z Braganzy           |  |  |  |  |  |  |  |                    |
|                     |                             |  |                        |                              |  |  |  |  |  |  |  |                    |